# Skara station
Skara station är idag en station på museijärnvägen Skara–Lundsbrunns Järnvägar men var tidigare en central knutpunkt i det smalspåriga järnvägsnätet i Västergötland och hade som mest trafik i fem riktningar. Stationen invigdes 1874 i samband med öppnandet av Lidköping–Skara–Stenstorps Järnväg.

## Historik

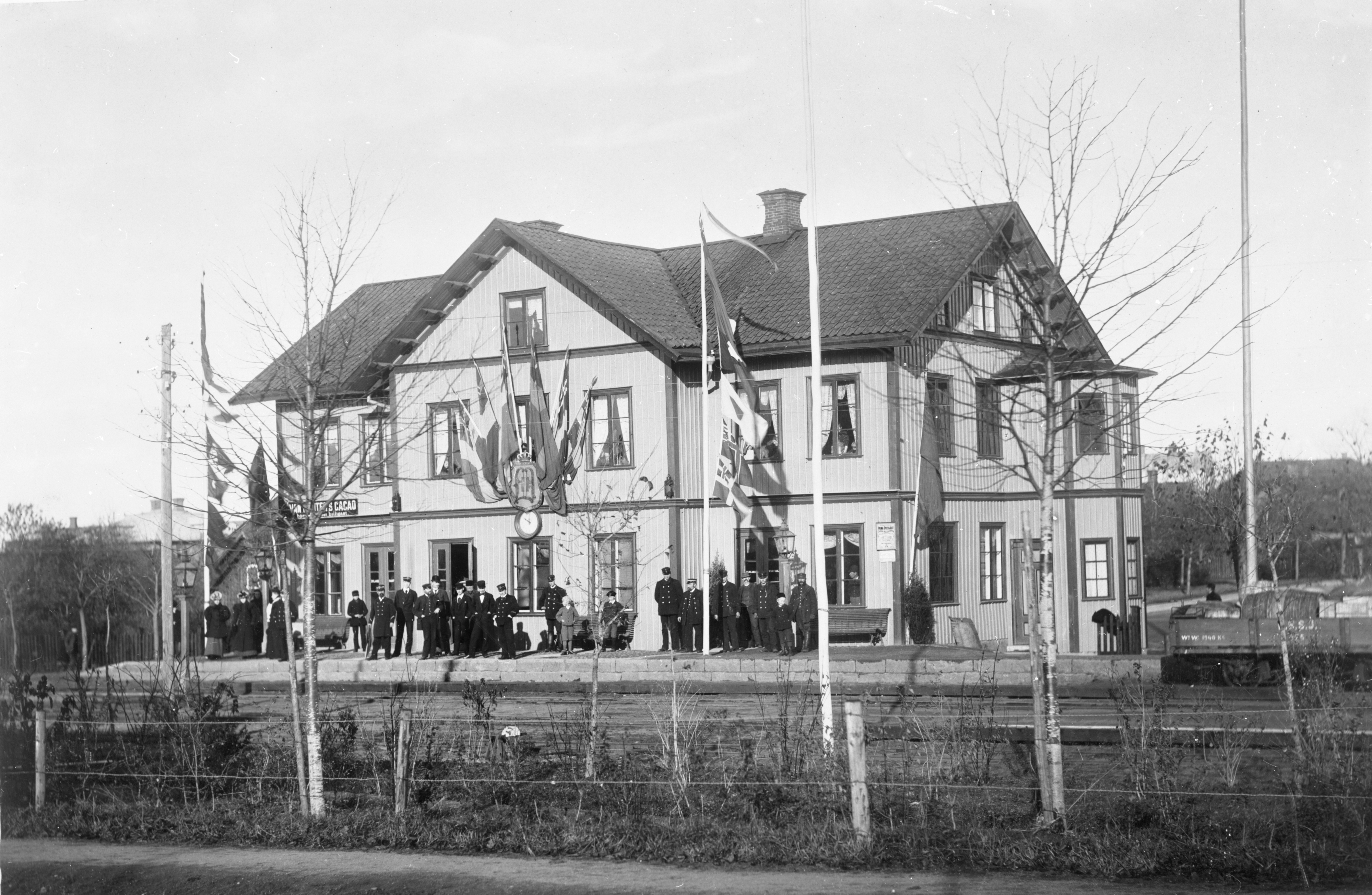
Det ursprungliga stationshuset till Skara station.

I samband med byggandet Västra stambanan rådde det delade meningar om dragningen genom Västergötland, skulle banan dras väster om Billingen via Skara och Mariestad eller öster om Billingen via Falköping och Skövde. Men Nils Ericson hade näringspolitiska mål med sin bana, att gynna de bygder som låg långt från inre vattenleder och stora allfarvägar. Kunglig Majestät biföll så Ericson genom beslut den 18 mars 1856, att banan skulle gå öster om Billingen. Efter Västra stambanans öppnande uppstod givetvis ett behov av att knyta de järnvägslösa städerna till denna 1871 arrangerade landshövdingen Malmsten ett järnvägsmöte i Skara, som gällde förslaget om en järnväg från Skara förbi Axvall till någon punkt på Västra stambanan. En av de drivande krafterna var Sigge Flach på Prinshaga. Från Skövde argumenterade man för en förlängning av den normalspåriga Karlsborgsbanan till Axvalla, något som riksdagen motsatte sig. Efter en omröstning så enades man om en smalspårig bana  som anslöt till stambanan i Stenstorp med en fortsättning till Lidköping.
Konstituerande bolagsstämma i Lidköping - Skara - Stenstorps Järnvägsaktiebolag, LSSJ, hölls i Skara 30 april 1872 och Koncession beviljades 4 oktober 1872. Den 19 november 1874 invigde Lidköping–Skara–Stenstorps Järnväg sin linje Lidköping–Stenstorp.  Redan 1887 stod Skara–Kinnekulle–Vänerns Järnväg klar och möjliggjorde snart (1889) järnvägstrafik även till Mariestad.

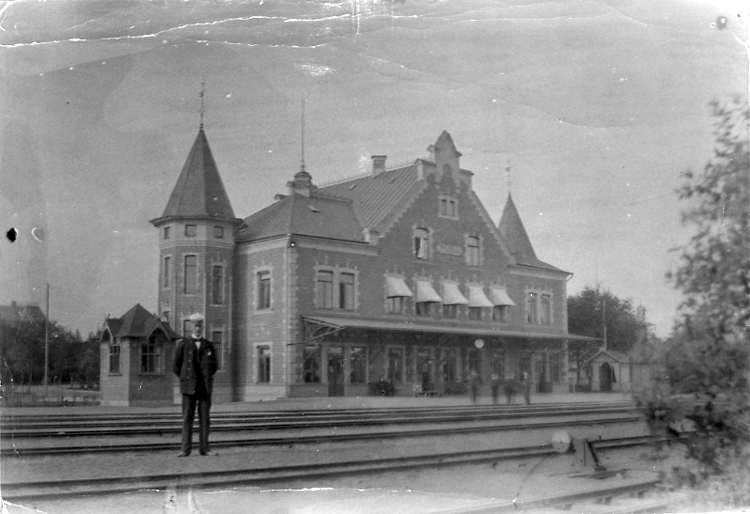
Det nya stationshuset som uppfördes i samband med att VGJ anslöt till Skara.

1 januari 1900 öppnade så Västergötland–Göteborgs Järnvägar sin huvudlinje från Göteborg och Vara till Skara.I samband med detta byggdes nu ett nytt stationshus i tegel. 1909 invigdes sidobanan till Dämman och Timmersdala, en bana som byggts med avsikten att förlängas till Moholm och Askersund.
Av betydelse för Skara var även Skövde–Axvalls Järnväg som från 1904 gav en smalspårig direktförbindelse också med Skövde.
Samtliga dessa järnvägar är alltså nedlagda idag. Förbindelserna bröts slutgiltigt med Timmersdala 1940, Dämman 1952, Stenstorp 1962, Skövde 1967, Lidköping 1969 samt Vara och sträckan norr om Lundsbrunn 1985. Sedan dess återstår således endast museijärnvägen till Lundsbrunn.